# Synchlora niveus
Synchlora niveus är en fjärilsart som beskrevs av Butler 1879. Synchlora niveus ingår i släktet Synchlora och familjen mätare. Inga underarter finns listade i Catalogue of Life.